# Rodrigo Manrique
Rodrigo Manrique de Lara (1406 – Ocaña, 11 novembre 1476) è stato un nobile spagnolo.

Croce dell'Ordine di Santiago.

Stemma Manrique de Lara

Personaggio di rinomato prestigio, è ricordato per il suo carattere ribelle e per aver vinto la maggior parte dei suoi combattimenti contro i musulmani.

## Biografia
È stato il primo conte di Paredes de Nava, figlio dell'Adelantado Pedro Manrique de Lara y Mendoza, dal quale ricevette la villa di Paredes de Nava e prese la signoria di Vega de Doña Olimpa, e di Leonor de Castilla y Alburquerque, e fratello del poeta e drammaturgo Gómez Manrique. Per tutta la sua vita rimase in conflitto con Álvaro de Luna, per la difesa dei suoi possedimenti.
È entrato nell'Ordine di Santiago nel 1418, all'età di dodici anni. Nel 1434 ha assistito alla presa di Huéscar. Ha combattuto nella prima battaglia di Olmedo nel 1445. Nel maggio del 1452 è stato nominato primo conte di Paredes de Nava, grazie al re Giovanni II di Castiglia.
Alla morte del principe Don Alfonso, fratello del re, prese le difese della principessa Isabella, futura regina Isabella la Cattolica, presente nel Trattato dei Tori di Guisando, secondo il quale si riconosceva Enrico IV come il re della Castiglia e come successore sua sorella Isabella, rimuovendo dalla linea di successione Giovanna la Beltraneja.
Nel 1474 venne proclamato Gran maestro dell'Ordine di Santiago nella villa di Uclés.
I Manrique o Manrique de Lara hanno rappresentato una delle più potenti famiglie nobiliari della Spagna medievale. Tra i loro titoli emergono il Ducato di Nájera e il Marchesato di Aguilar de Campoo.
Il suo epitaffio recita così:
Oltre alle vicende storiche, è stato immortalato nel poema scritto da suo figlio Jorge Manrique, Coplas a la muerte de su padre (versi sulla morte del padre). Alla sua morte, il titolo di conte di Paredes venne ereditato da Pedro Manrique, figlio primogenito del suo primo matrimonio con Mencía de Figueroa.